# Lennart Jeansson
Lennart Jeansson, född 1941 i Kalmar, är en svensk industriman.

## Utbildning
Efter studier vid Handelshögskolan i Göteborg blev Jeansson civilekonom 1964.

## Karriär
1966 anställdes Jeansson vid Volvo. Efter att bland annat ha arbetat som ekonomichef och inköpschef, kom han att ingå i Volvos koncernledning 1986.
Jeansson var gästprofessor i handelshögskolan i Göteborg 2007-2008.
1990–1993 var Jeansson verkställande direktör för Volvo Personvagnar och 1995 blev han ställföreträdande koncernchef i Volvokoncernen. Jeansson pensionerades 2005.

## Styrelseuppdrag
Jeansson har varit styrelseledamot i AGA, Atlas Copco, Bilia, Svenskt Näringsliv, Volvo Lastvagnar, Volvo Construction Equipment, Orkla och i Stena Metall. Fram till 2006 var han styrelseordförande i Skandia. Under åtta år, fram till årsskiftet 2006/2007 var han vice ordförande i styrelsen för Stiftelsen Chalmers tekniska högskola.